# Rue du Bac
Rue du Bac är en gata i Quartier Saint-Thomas-d'Aquin i Paris sjunde arrondissement. Gatan är uppkallad efter den färja (franska: bac), vilken från år 1550 trafikerade Seine, innan Pont Royal invigdes år 1689. Rue du Bac börjar vid Quai Voltaire 35 och Quai Valéry-Giscard-d'Estaing 1 och slutar vid Rue de Sèvres 24.

## Omgivningar
- Chapelle Notre-Dame-de-la-Médaille-Miraculeuse
- Chapelle de l'Épiphanie
- Square de Valdés
- Impasse de Valmy
- Cité Vaneau
- Rue de Bellechasse
- Place Gabriel-García-Márquez

## Bilder
| - Gatuskylt. - Chapelle Notre-Dame-de-la-Médaille-Miraculeuse. - Chapelle de l'Épiphanie. - Place Gabriel-García-Márquez. |

## Kommunikationer
- Tunnelbana – linje  – Rue du Bac
- Busshållplats Rue du Bac – René Char – Paris bussnät

### Webbkällor
- ”Rue du Bac”. Mairie de Paris. https://web.archive.org/web/20210415235212/http://www.v2asp.paris.fr/commun/v2asp/v2/nomenclature_voies/Voieactu/0605.nom.htm. Läst 10 november 2023.
- ”Rue du Bac (7ème arrondissement)”. Les rues de Paris. https://web.archive.org/web/20160409062446/http://www.parisrues.com/rues07/paris-07-rue-du-bac.html. Läst 10 november 2023.